# Xã Friendship, Michigan
Xã Friendship (tiếng Anh: Friendship Township) là một xã thuộc quận Emmet, tiểu bang Michigan, Hoa Kỳ. Năm 2010, dân số của xã này là 889 người.